# Encarsia abatei
Encarsia abatei är en stekelart som beskrevs av Gennaro Viggiani 1982. Encarsia abatei ingår i släktet Encarsia och familjen växtlussteklar.
Artens utbredningsområde är Etiopien. Inga underarter finns listade i Catalogue of Life.